# Anne-Sophie II de Hesse-Darmstadt
Anne-Sophie de Hesse-Darmstadt (17 décembre 1638 – 13 décembre 1683) est une princesse allemande qui est princesse-abbesse de Quedlinbourg sous le nom de Anne-Sophie II.

## Famille
Anne-Sophie est la fille de Georges II de Hesse-Darmstadt et de la duchesse Sophie-Éléonore de Saxe. Elle est élevée comme luthérienne, reçoit une bonne éducation très religieuse.

## Écrivain
En 1655, à l'âge de 17 ans, Anne-Sophie entre à l'abbaye de Quedlinbourg. En 1658, elle publie un livre de méditations spirituelles appelé Der treue Seelenfreund le Christ Jésus. Au premier abord, les théologiens luthériens considèrent son livre comme suspect. Ils font valoir que le livre prône l' égalité des femmes et des hommes, mais il est ensuite approuvé. Anne-Sophie justifie son travail comme c'est la norme au XVIIe siècle, en disant que c'est l'ordre de Dieu. Étant abbesse et luthérienne en même temps, Anne-Sophie défend son choix de rester célibataire dans son livre.

## Comme religieuse et abbesse
Anne-Sophie a un doute après la conversion au catholicisme de sa sœur, Élisabeth-Amélie de Hesse-Darmstadt. Elle pense quitter Quedlinburg et suivre sa sœur, mais finalement change d'avis.
Malgré une "toux chronique", Anne-Sophie est élue princesse-abbesse de Quedlinburg, en 1681. Elle choisit Anne-Dorothée de Saxe-Weimar comme coadjutrice en 1683 et meurt la même année, après seulement deux ans de règne.